# Vissarion Apliaa
Vissarion Ivanoviche Apliaa (em russo:  Виссарион Иванович Аплиаа, transl. Beslan Ivanovich Pilia; 27 de maio de 1947, Lykhny, Abecásia) é clérigo da Igreja Ortodoxa da Geórgia. Desde 15 de setembro de 2009, católico autoproclamado da Igreja Ortodoxa Abecásia não canônica.